# Karl Heinrich Bergius
Karl Heinrich Bergius, noto anche come Carl Heinrich Bergius, (Küstrin, 1790 – Città del Capo, gennaio 1818), è stato un botanico, entomologo, naturalista, cavaliere e farmacista prussiano.
Bergius è celebre per la realizzazione di raccolte di storia naturale in Sudafrica.

## Biografia
Bergius prestò servizio come cavaliere nella campagna prussiana delle guerre napoleoniche, per la quale ricevette la Croce di Ferro.
Successivamente, studiò Farmacia a Berlino, dove Martin Lichtenstein, che lavorava presso il Museum für Naturkunde di Berlino, notò il suo interesse per la Botanica.
Lichtenstein lo incoraggiò a recarsi nella Colonia del Capo del Sudafrica per lavorare come assistente farmacista a Città del Capo, dove giunse nel 1815, per realizzare raccolte di storia naturale per il Museo di Berlino.
Morì in isolamento e povertà a Città del Capo nel gennaio 1818 a causa di tubercolosi polmonare, abbandonato anche da Mund e Maire, coi quali aveva prestato servizio nell'esercito prussiano.

## Onorificenze
Bergius è ricordato nei nomi scientifici del Thalasseus bergii, come pure nei nomi di piante Diascia bergiana Link & Otto, Ficinia bergiana Kunth e Ophioglossum bergianum Schltdl. Sutton, D.A..